# 尾張旭市立城山小学校
尾張旭市立城山小学校（おわりあさひしりつ しろやましょうがっこう）は、愛知県尾張旭市城山町にある公立の小学校。

## 校区
校区は旭前町（一部）、新居町（一部）、大字新居（一部）、城山町、城前町（一部）、向井町（一部）、平子町である。公立中学校に進学する場合は尾張旭市立旭中学校に進学する。
校名の城山は、現在の城山公園に存在した室町時代の城、新居城に由来するという。校地は、摺鉢池を埋め立てて造成された。

## 沿革
- 1970年（昭和45年）
  - 4月 - 旭町立旭小学校から分離。旭町立城山小学校として開校する。
  - 12月1日 - 尾張旭町に改称。市制施行し、尾張旭市となる。同時に尾張旭市立城山小学校に改称する。
- 1972年（昭和47年）12月 - 校舎を増築する。
- 1974年（昭和49年）3月 - 体育館が完成する。
- 1975年（昭和50年）12月 - 校舎を増築する。
- 1977年（昭和52年）3月 - 校舎を増築する。
- 1981年（昭和56年）2月 - 校舎を増築する。

## 交通アクセス
- 名鉄瀬戸線尾張旭駅下車、徒歩約15分。

## 周辺施設
- 城山公園
- 愛知県消防学校
- 旭労災病院
- 名古屋経営短期大学
- 尾張旭市立旭中学校
- 尾張旭市立旭丘小学校
- 尾張旭駅

## 著名な卒業生
- 青木さやか（ワタナベエンターテインメント所属のお笑い芸人、タレント、女優）